# هگویش (شیکاگو)
هگویش (به انگلیسی: Hegewisch) یک منطقهٔ مسکونی در ایالات متحده آمریکا است که در شهرستان کوک (ایلینوی) واقع شده‌است. هگویش ۱۲٫۳۸ کیلومتر مربع مساحت و ۸٬۹۸۵ نفر جمعیت دارد.